# Igor Meda
 (avril 2025).
Igor Olegovich Meda (en russe : Игорь Олегович Меда), né le 29 avril 1967 à Zavetnoye, est un ancien footballeur russe.